# Ostrovnoj
Ostrovnoj (rusky Островной) je uzavřené město v Murmanské oblasti v Ruské federaci. Při sčítání lidu v roce 2010 měl 2171 obyvatel.

## Poloha a doprava
Ostrovnoj leží na severovýchodě poloostrova Koly u Svjatonosského zálivu Barentsova moře, blízko ústí řeky Jokangy.
Do Ostrovného měla vést Kolská železnice, jejíž stavba byla po smrti Stalina zastavena a z níž byl do roku 1996 v provozu pouze krátký úsek z Apatit do Kirovsku. Město Ostrovnoj je proto běžně dostupné pouze lodí nebo letecky.